# 厦门华天涉外职业技术学院
厦门华天涉外职业技术学院是中华人民共和国的一所全日制专科民办普通高等职业学校，位于福建省厦门市翔安区。

## 历史
2002年1月，厦门华天涉外职业技术学院成立。
2004年2月，经福建省人民政府批准正式成立。